# Khalid Hacham
Khalid Hacham (Baghdad, 28 marzo 1989) è un giocatore di calcio a 5, calciatore e giocatore di beach soccer norvegese, portiere del Kongsvinger e portiere del Fu/Vo.

## Carriera
Nel 2010 Hacham è stato in forza al Fu/Vo, in 3. divisjon. Parallelamente all'attività calcistica, ha giocato nella Futsal Eliteserie: i campionati di quest'ultima attività, infatti, prendono il via al termine di quelli calcistici, rendendo compatibili l'impiego in entrambi. Nella stagione 2010-2011, ha giocato per il Kongsvinger.
Nel 2012 è passato all'Hasle-Løren. In vista del campionato 2012-2013 è passato al Solør. Il 12 dicembre 2012 è tornato al Kongsvinger.
Nel 2013 ha fatto ritorno al Fu/Vo, per poi accordarsi con il Galterud nel 2014. Nel 2015 è tornato nuovamente al Fu/Vo.
Per quanto concerne l'attività del calcio a 5 con il Kongsvinger, ha giocato nella massima divisione fino al termine del campionato 2014-2015, quando la squadra è retrocessa.

## Statistiche

### Presenze e reti nei club
Statistiche aggiornate al 12 maggio 2016.
| Stagione     | Club         | Campionato   | Campionato | Campionato | Coppe nazionali | Coppe nazionali | Coppe nazionali | Coppe continentali | Coppe continentali | Coppe continentali | Supercoppe | Supercoppe | Supercoppe | Totale | Totale |
| Stagione     | Club         | Comp         | Pres       | Reti       | Comp            | Pres            | Reti            | Comp               | Pres               | Reti               | Comp       | Pres       | Reti       | Pres   | Reti   |
| ------------ | ------------ | ------------ | ---------- | ---------- | --------------- | --------------- | --------------- | ------------------ | ------------------ | ------------------ | ---------- | ---------- | ---------- | ------ | ------ |
| 2010         | Fu/Vo        | 3D           | ?          | -?         | CN              | ?               | -?              | -                  | -                  | -                  | -          | -          | -          | ?      | -?     |
| 2011         | Fu/Vo        | 3D           | ?          | -?         | CN              | ?               | -?              | -                  | -                  | -                  | -          | -          | -          | ?      | -?     |
| 2012         | Hasle-Løren  | 3D           | ?          | -?         | CN              | ?               | -?              | -                  | -                  | -                  | -          | -          | -          | ?      | -?     |
| 2013         | Fu/Vo        | 3D           | ?          | -?         | CN              | ?               | -?              | -                  | -                  | -                  | -          | -          | -          | ?      | -?     |
| 2014         | Galterud     | 5D           | ?          | -?         | CN              | -               | -               | -                  | -                  | -                  | -          | -          | -          | ?      | -?     |
| 2015         | Fu/Vo        | 3D           | ?          | -?         | CN              | ?               | -?              | -                  | -                  | -                  | -          | -          | -          | ?      | -?     |
| 2016         | Fu/Vo        | 3D           | ?          | -?         | CN              | ?               | -?              | -                  | -                  | -                  | -          | -          | -          | ?      | -?     |
| Totale Fu/Vo | Totale Fu/Vo | Totale Fu/Vo | ?          | -?         |                 | ?               | -?              |                    | -                  | -                  |            | -          | -          | ?      | -?     |
| Totale       | Totale       | Totale       | ?          | -?         |                 | ?               | -?              |                    | -                  | -                  |            | -          | -          | ?      | -?     |